# Ібраїм
Ібраїм (Бірам) (*д/н — бл. 756/784) — 2-й маї (володар) держави Канем в 720/740—756/784 роках.

## Життєпис
Відомості про нього ґрунтуються на міфах та легендах, перейнятих в арабів та берберів. Напевне, звався все ж таки Бірам, а під впливом мусульман згодом трансформувався на Ібраїм (Ібрагім).
Час правління припадає на середину VIII ст. Вважається, що правив після Сефе, який був йому батьком або братом. Напевне, намагався зміцнити хитке державне утворення. Йому спадкував Дугу, якого розглядають сином, братом або онуком Ібраїма.